# Гейдельбергский катехизис

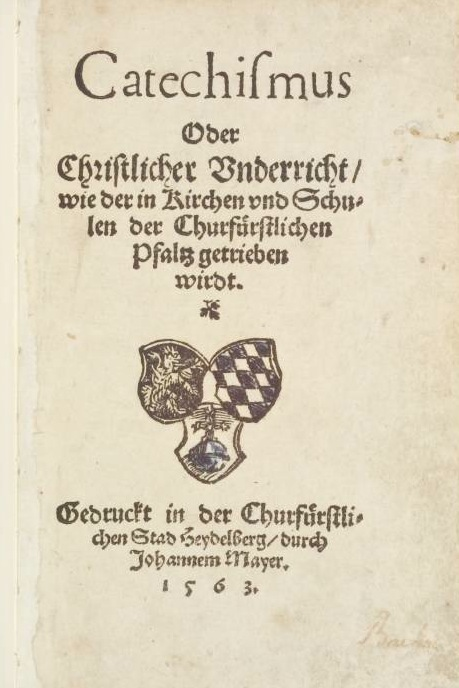
Заглавный лист без библиотечных пометок и печати

«Гейдельбергский катехизис» (лат. Catechisis palatina) — исповедание Реформатской церкви, составленное в 1563 году на немецком языке по поручению курфюрста Фридриха III Пфальцского Каспаром Олевианом и Захарией Урсином. Катехизис был опубликован в год окончания Тридентского собора и имеет ярко выраженную антикатолическую направленность (пункт 80 клеймит папскую мессу как идолопоклонство). Всего катехизис содержит 129 вопросов и ответов. В 1618 году Дордрехтский синод включил этот катехизис в число символических книг Реформатской церкви.

## Структура
- Первая часть: Наши долги и наше изгнание. Человек был создан добрым (6), но его природа испортилась вследствие грехопадения (7) и людям стало свойственно ненавидеть друг друга (5).
- Вторая часть: Наше спасение.
  - Иисус Христос наш посредник (Mittler, 15—18), Спаситель (Seligmacher, 29) и Помазанник (Gesalbter, 31).
  - Бог явил святое Евангелие в Раю, а затем возвестил его через патриархов (Erzväter) и пророков (19).
  - Апостольский Символ веры (23—26; 29—58), в котором Католическая церковь заменена на христианская Церковь (Christlichen Kirche, 54).
  - Провидение (нем. der Fürsehung Gottes 27—28).
  - sola fide (61—65), хотя человек оправдывается Христом, но принять это оправдание он может только по вере. Никакими делами человек не может оправдаться перед Богом.
  - учение о двух (68) таинствах (Sacramente) как о видимых знаках и печатях (66—82), посредством которых сообщается спасительная вера. Гейдельбергский катехизис также предписывает крещение младенцев (74), чтобы отличать детей верующих от детей неверующих. В объяснении Евхаристии доктрина пресуществления отвергается (78).
- Третья часть: Благодарение (Dankbarkeit).
  - Христос не только искупил, но и возродил верующих Святым Духом.
  - Толкование Десяти заповедей как Закона (Gesetz) Божьего (92—114).
  - Толкование молитвы (Gebet) «Отче наш» (118—128).

## Текст
- Гейдельбергский катехизис
- Гейдельбергский катехизис на немецком с английским переводом